# Harfengitarre

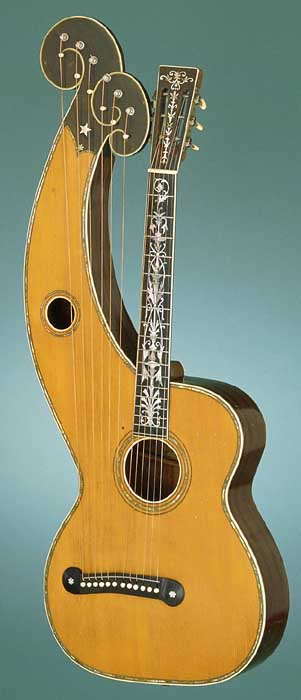
Eine akustische Harfengitarre mit weit ausladendem Korpushorn

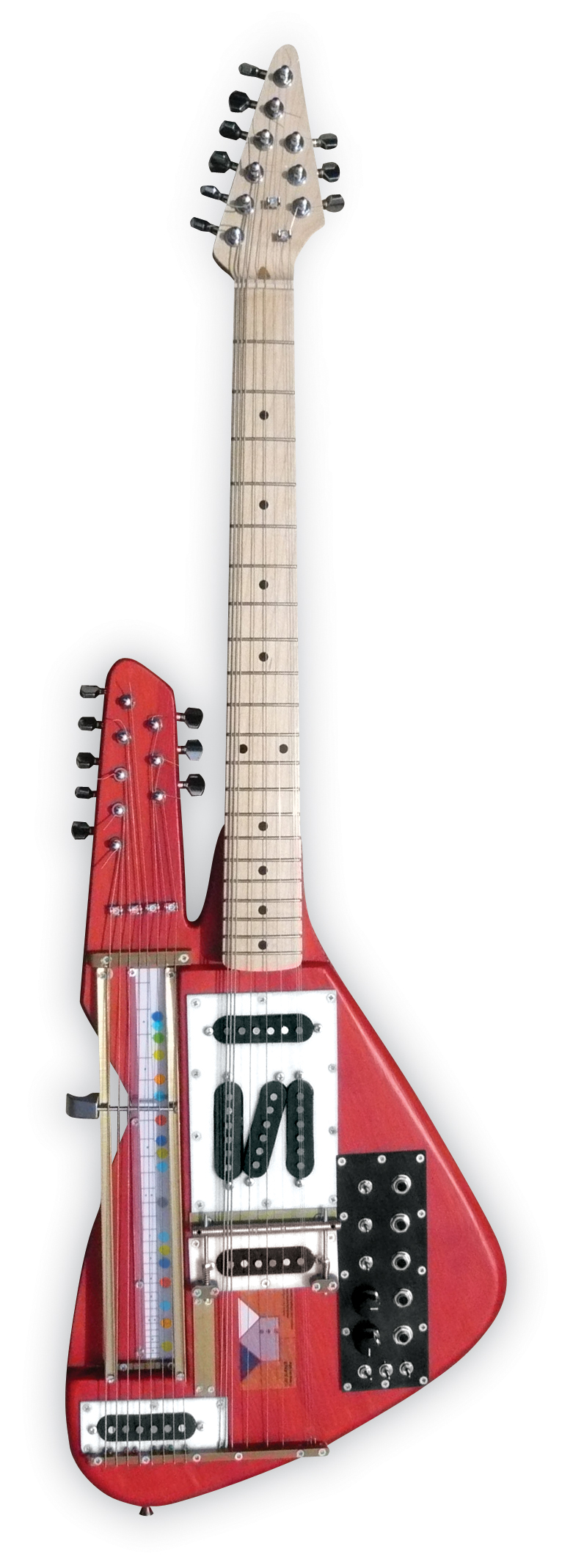
Eine E-Harfengitarre

Harfengitarre oder Gitarrenharfe (älter auch Gitarrharfe, französisch Guitare-harpe) bezeichnet eine nicht klar umrissene Gruppe von historischen und heutigen Kastenhalslauten, die neben den wie bei einer Gitarre über ein Griffbrett verlaufenden Saiten in derselben Saitenebene weitere Saiten an einem säulenartigen Nebenhals besitzen, die unverkürzt gezupft werden und an eine Harfe erinnern. Durch das zusätzlich angebrachte Saitenbündel werden dem Klangspektrum Bass- oder Borduntöne hinzugefügt, die zur Erweiterung des Harmonieaufbaus dienen. Im alpenländischen Raum ist die Kontragitarre oder Schrammelgitarre die verbreitetste Form der Harfengitarre.

## Geschichte
Kennzeichnend für die Barocklaute im 17. und 18. Jahrhundert war es, dass den Saiten bzw. Saitenchören auf dem Griffbrett zusätzliche, diatonisch gestimmte Basssaiten (Bordun- bzw. Kontrasaiten) hinzugefügt wurden. Diese waren greifbar (auf dem Griffbrett) oder wie bei einer Harfe freischwingend (neben dem Griffbrett) angebracht. In Italien kamen zu den gängigen sechs Spielchören bis zu acht Bordunchöre hinzu. In Frankreich setzte sich die Barocklaute mit elf Chören durch. Dieser fügte Silvius Leopold Weiss in Deutschland ab ca. 1720 zwei weitere Bordunchöre hinzu (also insgesamt 13 Saitenchöre). Solche 11- oder 13-saitigen Instrumente finden sich heute in Form der sogenannten Altgitarren.

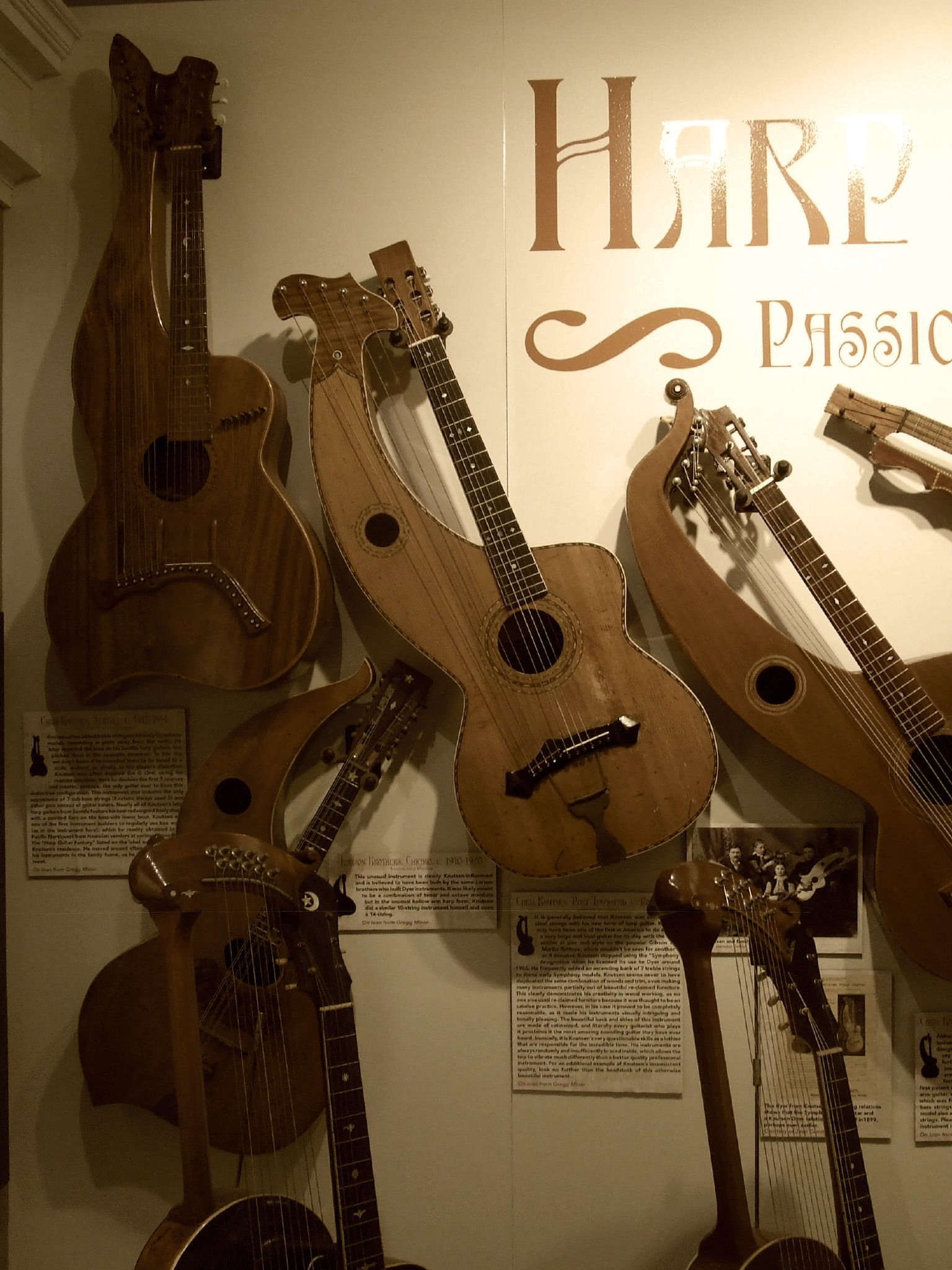
Harfengitarren

Im Jahr 1831 hatte Franck eine Harfengitarre, das Guitarion konstruiert.

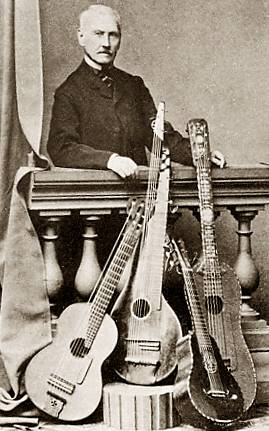
Napoléon Coste mit von René François Lacôte gebauten sieben- und zehnsaitigen Harfengitarren.

In den 1840ern entwickelte René François Lacôte zusammen mit Ferdinando Carulli eine zehnsaitige Harfengitarre (Décachorde; auch Guitare décacorde und chitarra decachorda). Das Instrument wird auf den fünf Diskantsaiten mit der Stimmung A–d–g–h–e gegriffen, während die fünf Bass-Saiten in der Stimmung C–D–E–F–G leer gespielt werden. Die Décachorde wurde 1826 zum Patent angemeldet. Zu dem Instrument verfasste Carulli auch ein Lehrwerk (Méthode Complète pour le Décacorde).
Eine von dem Wiener Mathematiker Jos. Petzval erfundene Harfengitarre mit zwei Griffbrettern, die Guitharfe, wurde von J. Scherzer gebaut. Die Pariser Lautenbauer Charpentier und Munch schufen mit ihrer Guitare multicorde eine Verbindung aus Lyra, Gitarre und Harfe.

## Weblink
- Gregg Miner: Harpguitars.net (Informationen zu Geschichte und Spielern der Harfengitarre, englisch)